# Хренкова, Софья Германовна
Со́фья Ге́рмановна Хренко́ва (около 1870 — 30 октября 1908, Ярославль) — русская революционерка-эсерка, поэтесса.
Немка по происхождению. Отец — Герман Дмитриевич Гопфенгауз(ен) (10 мая 1822 — ?), из мормонов, врач в Барнауле, Пскове. Братья — Владимир (акцизный чиновник), Николай (занимался революционной деятельностью в конце XIX века). Сестры — Екатерина, Ольга, Анна, Мария (занималась революционной деятельностью, застрелилась, узнав о самоубийстве жениха, революционера Николая Евграфовича Федосеева).

## Биография
Дорогой мой товарищ и друг,

Я былого и вас не забыла.

Пусть всё порвано грубо и вдруг,-

Не умрёт, в чём живая есть сила.

Вам и мне жизнь была не легка,

Но светил в ней маяк идеала,

По нему нас сдружила тоска,

И борьба за него нас спаяла.

Тот же стяг и теперь у бойца,

Та ж для вас обязательна служба,

Так же в лад наши бьются сердца,

Так могла ль умереть наша дружба?

Вечно жив наш святой идеал

И влечет всё вперед бесконечно.

Враг свирепый нам жизнь растоптал,-

Мы над злобой смеемся беспечно:

Пусть губительней рубит топор,

Пусть сгорают поленья без счета,-

Тем ярчей разгорится костер,

Озарит все пути из болота…
Закончила Петербургские Бестужевские курсы. Замужем с 1886 г. за Иосифом Хренковым (?-1893), из числа знакомых революционера-народовольца А. И. Ульянова. В петербургской квартире Хренковых собиралась вольнодумная общественность. По воспоминаниям писательницы В. И. Дмитриевой, у них «можно было встретить самую разношерстную публику, начиная от фельетониста бульварной газеты кончая якутом, секретарём известного тибетского шарлатана Бадмаева…» «Оба они были сибиряки, но совершенно разные по характеру люди. Хренков — последователь и поклонник Владимира Соловьёва, непротивленец с полумистическим уклоном; его жена — София Германовна, урождённая Гопфенгауз — прирождённая бунтарка с горячим боевым темпераментом, остроумная, решительная и скорая в своих действиях Однажды, не задумываясь, в морозную ночь она сняла с себя теплую кофточку и отдала её нищей с ребёнком». Хренков отвергал террор, с осуждением относился к деятельности «Народной воли», полагая, что она «только и привела к взаимному ожесточению и кровопролитию а затем к чёрной реакции Александра III». «Прощение выше мести», — любил он повторять слова Ариэля из «Бури» Шекспира. Хренкова, по Дмитриевой, «насквозь была пропитана революционным духом».
В 1892 г. работала сельским учителем недалеко от Симферополя. В 1893 г. переехала в Томск, где получила должность городского учителя. Организовала вечерние курсы для рабочих, вскоре закрытые, а Хренкова была уволена как неблагонадежная. С 1903 г. в Москве работала в городской управе, корректором, журналисткой, членом ПСР. Входила в состав Московского союза типографских рабочих. В апреле 1904 года была привлечена к дознанию по поводу незаконных действий типографских рабочих, боровшихся за улучшение условий труда. В начале мая была арестована на сходке типографских рабочих на Тверском бульваре и находилась под стражей до конца июля, после чего была выслана в Калугу под особый надзор полиции, откуда бежала. К началу 1905 г. один из лидеров Московского комитета ПСР. Вскоре снова арестована, ей было запрещено на год проживать в Москве и Московской губернии.
В марте-декабре 1905 г. заведовала бесплатной народной Некрасовской библиотекой в Ярославле, возглавила местных эсеров, главный организатор революционного процесса в Ярославле. Организовала печать прокламаций. Автор Манифеста Ярославского Рабочего Союза. 7 октября 1905 г. была подвергнута личному обыску на квартире. 14—16 октября выступала на собраниях в здании Демидовского лицея, излагала программу социалистов-революционеров. Выступала в отделении Союза равноправия женщин с докладом по аграрному вопросу. В декабре 1905 г. привлечена к дознанию по делу о петербургской организации социал-революционеров. Активно участвовала в создании боевой группы на Ярославской Большой мануфактуре и содействовала её вооружению. 9 декабря 1905 г. возглавила шествие рабочих Ярославской Большой мануфактуры и горожан к губернатору А. А. Римскому-Корсакову с экономическими требованиями («кровавая пятница»). Боевая дружина рабочих вступила в вооруженное противоборство с казаками. Согласно официальной версии, сбитая с ног казацкой лошадью Хренкова выстрелила и смертельно ранила казака Дундукова. Скрывалась в Петербурге. В 1906 г. арестована в Петербурге и этапирована в Ярославль, покончила с собой в Ярославской губернской тюрьме в 1908 г.: после вынесения приговора к четырём годам каторги облила себя керосином из лампы и подожгла.
Похоронена в Ярославле, место захоронения затерялось.

## Творчество
Автор тюремных стихотворений революционного характера с характерными для интеллигентской вольной поэзии мотивами.

## Семья
Муж — Иосиф Хренков. Дочери: Валентина и Софья. Племянник: Борис Владимирович Гопфенгаузен — руководитель организации «Молодая Россия» в Париже.